# Guillaume Joachim
Guillaume Joachim (Borgworm, 24 juni 1871 - Blankenberge, 7 juli 1954) was een Belgisch senator en burgemeester.

## Levensloop
Joachim was architect.
Hij werd verkozen tot gemeenteraadslid van Borgworm (1908), was er schepen van 1908 tot 1914 en burgemeester van 1921 tot 1946. Hij was ook provincieraadslid van 1917 tot 1925 en van 1922 tot 1925 voorzitter van de provincieraad.
Hij was provinciaal senator van 1929 tot 1936 en werd in dit laatste jaar rechtstreeks verkozen senator voor het arrondissement Hoei-Borgworm en vervulde dit mandaat tot in 1946. In de Senaat vertegenwoordigde hij de BWP.